# Cantone di Saint-Avertin
Il Cantone di Saint-Avertin era una divisione amministrativa dell'arrondissement di Tours.
A seguito della riforma approvata con decreto del 18 febbraio 2014, che ha avuto attuazione dopo le elezioni dipartimentali del 2015, è stato soppresso.

## Composizione
Comprendeva il solo comune di Saint-Avertin.